# PokerStars
PokerStars (ポーカースターズ) は世界最大のオンラインポーカーサイトである。Windows, macOS, Android, iOS 用いずれかのクライエントをダウンロードしてアクセスできる。
PokerStars.com のオンライン・サテライト・トーナメントから2003年の World Series of Poker チャンピオン、クリス・マネーメイカーが輩出された。オンラインポーカーサイトで参加資格を得て世界チャンピオンとなった初めての人として、マネーメイカーの2003年の優勝は2000年代中盤のポーカーブームを触発する重要な要因となった。メディアはこれを「マネーメイカー効果」と呼んだ。
2014年からカナダのThe Stars Group Inc.傘下となり、2020年5月に同社が買収されたことによりアイルランドのフラッター・エンターテインメントの傘下となった。

## 遊べるゲーム
一言でポーカーといっても、ポーカーには様々なルールが存在する。
PokerStarsでは、人気のNLH（ノーリミットホールデム）だけではなく、以下の様々なルールで遊ぶことができる。
- NLH
- Tempest Hold’em
- 6+ Hold'em
- Showtime Hold’em
- Omaha High
- Omaha Hi/Lo
- Swap Hold’em
- Split Hold’em
- 5 Card Omaha and 5 Card Omaha Hi/Lo
- 6 Card Omaha
- Courchevel and Courchevel Hi/Lo
- Seven Card Stud
- Seven Card Stud Hi/Lo
- Razz (7 Card Stud Low)
- HORSE & 8-Game Mix (Mixed games)
- Five Card Draw
- 2-7 Triple Draw & 2-7 Single Draw
- Badugi
- Fusion